# Apocheiridium inexpectum
Apocheiridium inexpectum är en spindeldjursart som beskrevs av Chamberlin 1932. Apocheiridium inexpectum ingår i släktet Apocheiridium och familjen dvärgklokrypare. Inga underarter finns listade i Catalogue of Life.